# 丁济美
丁濟美（1898年—1966年8月2日），字懷因，號逸雲。浙江平湖人，民初革命家。
1898年，生于平湖乍浦镇荷花池頭，其家庭是當地書香世家。自幼接受新式教育，少年赴杭州安定中學求學，畢業後積極投身革命。
1919年，北京私立民國大學肄業，返鄉任教。
1921年3月，創辦國民黨平湖縣秘密黨報《新平湖報》，兼職該報主編。
1924年3月1日，在杭州成立了国民党浙江临时省党部筹备处；3月30日国民党浙江省临时省党部正式成立。临时省党部派丁济美回平湖秘密活动，发展国民党员。
1925年4月，国民党平湖临时县党部成立，选举丁济美、高晓兰、陈心树、伊寿昌等人为执行委员。
1925年12月15日，海宁县硖石镇东山脚下，“嘤求社”召开了著名的“中国国民党浙江各县市党部联席会议”。史称东山会议。会议由共产党人宣中华主持。丁济美作为国民党左派代表出席。会议对西山会议派反共、反苏、公开破坏国共合作统一战线，并对抗广州国民党中央的背叛行为进行了揭露。与会者商定，采取一切办法，集聚左派力量，争取中间力量，团结一致，坚决与国民党右派作斗争。会议作出了两项重要决定：（一）由联席会议具名通电全国，声讨西山会议派叛卖行径。（二）否认被沈定一为首的国民党右派所控制的浙江临时省党部，成立浙江各县市党部联席会议，代行省党部职权，并积极筹备国民党全省代表大会，以便正式成立省党部。会议作出的决定得到了广州国民党中央的认可和支持。
1926年3月，国民党临时浙江省党部在杭州举行国民党第一次全省代表大会，正式成立国民党浙江省党部，被选为执委会三常委之一（宣中华、潘枫涂、丁济美）。
在任内，丁济美积极执行孙中山的“联俄、联共、扶助农工”政策，与中国共产党合作，积极开展民主运动，因此被国民党右翼人士所敌视。
1927年4月2日，浙江省政府主席张静江赴上海参加所谓“国民党中央监察委员会议”。吴稚晖在会上提出了所谓“弹劾”共产党的文告。3日至5日，蒋介石、张静江等人召开秘密会议，决定反共。在提出的对各地共产党员应先看管的197人名单中，涉及浙江的有张秋人、汪寿华、沈雁冰、施存统、胡公冕、宣中华、杨贤江、潘念之、丁济美、杨之华、杨眉山、王贯三、汪志清、徐白民、唐公宪、胡识因、江少怀、韩宝华、查人伟、赵济猛、宋云彬、郑恻尘和王鲲等23人。
1927年4月11日，国民党杭州公安局长章烈根据蒋介石的部署，派军警分路前往国民党浙江省党部、杭州总工会、学联等机关及一些预先侦知的住宅，逮捕革命者，抓走了查人伟、丁济美、郑恻尘、宣中禅、唐公宪等人。12日，宓维琮等人也被捕。两天内共有30余人被捕。
1927年4月12日，国民党蒋介石发动了震惊中外的四一二政变，丁济美被列入南京国民政府通缉共产党首要令的名单里。该名单内包括了当时所有重要的共产党员和国民党左派，如 鲍罗廷、陈独秀、谭平山、毛泽东、周恩来等著名人士。此事件标志第一次国共合作破裂，大革命宣告失败。
1930年日本侵华的918事变发生后，抗日救亡怒潮在全国各地迅速掀起。1932年1月10日，丁济美等人发起了国民救国会促进会，联合声讨要求抗日。当时农工商学各界700餘人参加。全场一致通过了四项议案：电请中央克日颁布国民救国会组织法、选举法，迅速发兵北上抗日及通电各县一致奋起促开国民救国会议等。
1939年10月5日，为配合抗日地下斗争，出任伪中国国民党浙江省党部常委。
1948年3月31日，抗日战争胜利后，由于丁济美在抗战时期作为国民党左派，和共产党来往密切，被蒋介石开除国民党党籍。
1951年，舉家遷往蘇州。
1966年8月2日，在蘇州病故。